# Roberto F. Barney
Roberto F. Barney (Colima, 1842-1914 Colima) fue un político Mexicano Gobernador del Estado de Colima. Sirvió en los ferrocarriles de Manzanillo a Colima desde su inauguración durante el gobierno de Porfirio Díaz. De 1894 a 1896 fue cónsul en Manzanillo de la República de Hawái y apoyó la candidatura de José Trinidad Alamillo, formando parte de la Junta Provisional de Gobierno que se formó a la salida de Porfirio Díaz en Colima. Fue Diputado a dos legislaturas por su entidad y Gobernador de Colima en 1913 bajo las órdenes del General y Presidente Victoriano Huerta. Finalmente murió asesinado en 1914, probablemente fusilado por tropas constitucionalistas que lo calificaban de traidor.
| Predecesor: Vidal Fernández | Gobernador de Colima 1913 | Sucesor: Miguel M. Morales |

- Datos: Q6109728